# Endonuclează
Endonucleazele sunt o familie de enzime din clasa hidrolazelor care catalizează procesul de clivare al nucleotidelor la mijlocul lanțului polinucleotidic (porțiunea endo). Are loc o reacție de hidroliză care rupe legăturile fosfodiesterice. Unele tipuri, precum dezoxiribonucleaza I, rupe catena de ADN nespecific, însă există și endonucleaze de restricție, care rup catena doar în zona unor secvențe specifice. Sunt diferite de exonucleaze prin faptul că cele din urmă rup catena la capătul acesteia. Există și exo-endonucleaze, dar acestea prezintă proprietăți din ambele clase de enzime.
Enzimele de restricție sunt endonucleazele prezente la specii de eubacterii și arhee care recunosc secvențe specifice din molecula de ADN.